# Corona 41
Discoverer 41 – amerykański satelita wywiadowczy. Był piątym statkiem serii Keyhole-5 ARGON tajnego programu CORONA. Jego zadaniem miało być wykonanie wywiadowczych zdjęć Ziemi. Była to pierwsza w pełni udana misja tej serii. Kapsułę z filmami odzyskano po ponad czterech dniach orbitowania.

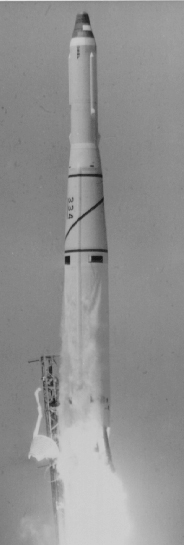
Start rakiety Thor Agena B z satelitą Discoverer 41

Udane misje serii KH-5 wykonały łącznie 38 578 zdjęć na prawie 6859 metrach taśmy filmowej.

## Ładunek
- Aparat fotograficzny o ogniskowej 76 mm (rozdzielczość przy powierzchni Ziemi około 140 m; obejmowany obszar 556×556 km).
- Filmy fotograficzne czułe na ekspozycje neutronami, promieniowaniem X i gamma
- Eksperyment promieni UV